# Зеланд (Саксонија-Анхалт)
Зеланд (њем. Seeland) град је у њемачкој савезној држави Саксонија-Анхалт. Једно је од 21 општинског средишта округа Салцланд. Према процјени из 2010. у граду је живјело 6.942 становника. Посједује регионалну шифру (AGS) 15089307.

## Географски и демографски подаци
Зеланд се налази у савезној држави Саксонија-Анхалт у округу Салцланд. Град се налази на надморској висини од 131 метра. Површина општине износи 62,7 km². У самом граду је, према процјени из 2010. године, живјело 6.942 становника. Просјечна густина становништва износи 111 становника/km².